# Roberto Firmino
Roberto Firmino Barbosa de Oliveira (Maceió, 1991. október 2. –) brazil válogatott labdarúgó, az asz-Szadd játékosa.

## Pályafutása
2023. július 4-én 2026-ig aláírt az el-Áhlí csapatához. 2025. július 24-én  kétéves szerződést írt alá a katari asz-Szadd csapatával.

## Statisztika

### Klub
2023. május 28-án frissítve.
| Klub             | Szezon           | Liga             | Liga | Liga  | Kupa | Kupa  | Ligakupa | Ligakupa | Európai | Európai | Egyéb | Egyéb | Összesen | Összesen |
| Klub             | Szezon           | Bajnokság        | P.   | Gólok | P.   | Gólok | P.       | Gólok    | P.      | Gólok   | P.    | Gólok | P.       | Gólok    |
| ---------------- | ---------------- | ---------------- | ---- | ----- | ---- | ----- | -------- | -------- | ------- | ------- | ----- | ----- | -------- | -------- |
| Figueirense      | 2009             | Série B          | 2    | 0     | —    | —     | —        | —        | —       | —       | —     | —     | 2        | 0        |
| Figueirense      | 2010             | Série B          | 36   | 8     | —    | —     | —        | —        | —       | —       | 15    | 4     | 51       | 12       |
| Figueirense      | Összesen         | Összesen         | 38   | 8     | —    | —     | —        | —        | —       | —       | 15    | 4     | 53       | 12       |
| 1899 Hoffenheim  | 2010–2011        | Bundesliga       | 11   | 3     | —    | —     | —        | —        | —       | —       | —     | —     | 11       | 3        |
| 1899 Hoffenheim  | 2011–2012        | Bundesliga       | 30   | 7     | 3    | 0     | —        | —        | —       | —       | —     | —     | 33       | 7        |
| 1899 Hoffenheim  | 2012–2013        | Bundesliga       | 33   | 5     | 1    | 0     | —        | —        | —       | —       | 2     | 2     | 36       | 7        |
| 1899 Hoffenheim  | 2013–2014        | Bundesliga       | 33   | 16    | 4    | 6     | —        | —        | —       | —       | —     | —     | 37       | 22       |
| 1899 Hoffenheim  | 2014–2015        | Bundesliga       | 33   | 7     | 3    | 3     | —        | —        | —       | —       | —     | —     | 36       | 10       |
| 1899 Hoffenheim  | Összesen         | Összesen         | 140  | 38    | 11   | 9     | —        | —        | 0       | 0       | 2     | 2     | 153      | 49       |
| Liverpool        | 2015–2016        | Premier League   | 31   | 10    | 0    | 0     | 5        | 0        | 13      | 1       | —     | —     | 49       | 11       |
| Liverpool        | 2016–2017        | Premier League   | 35   | 11    | 2    | 0     | 4        | 1        | —       | —       | —     | —     | 41       | 12       |
| Liverpool        | 2017–2018        | Premier League   | 37   | 15    | 2    | 1     | 0        | 0        | 15      | 11      | —     | —     | 54       | 27       |
| Liverpool        | 2018–2019        | Premier League   | 34   | 12    | 1    | 0     | 1        | 0        | 11      | 4       | —     | —     | 47       | 16       |
| Liverpool        | 2019–2020        | Premier League   | 38   | 9     | 2    | 0     | 0        | 0        | 8       | 1       | 4     | 2     | 52       | 12       |
| Liverpool        | 2020–2021        | Premier League   | 36   | 9     | 2    | 0     | 0        | 0        | 9       | 0       | 1     | 0     | 48       | 9        |
| Liverpool        | 2021–2022        | Premier League   | 20   | 5     | 5    | 1     | 3        | 0        | 7       | 5       | —     | —     | 35       | 11       |
| Liverpool        | 2022–2023        | Premier League   | 25   | 11    | 0    | 0     | 1        | 0        | 8       | 2       | 1     | 0     | 35       | 13       |
| Liverpool        | Összesen         | Összesen         | 256  | 82    | 14   | 2     | 14       | 1        | 72      | 24      | 6     | 2     | 362      | 111      |
| Karrier összesen | Karrier összesen | Karrier összesen | 434  | 128   | 25   | 11    | 14       | 1        | 72      | 24      | 8     | 4     | 553      | 168      |

#### A válogatottban
Legutóbb 2021. július 10-én frissítve.
| Brazília | Brazília | Brazília |
| Év       | Mérkőzés | Gól      |
| -------- | -------- | -------- |
| 2014     | 2        | 1        |
| 2015     | 9        | 3        |
| 2016     | 2        | 1        |
| 2017     | 5        | 0        |
| 2018     | 11       | 3        |
| 2019     | 15       | 5        |
| 2020     | 4        | 3        |
| 2021     | 7        | 1        |
| Összesen | 55       | 17       |

### Góljai a válogatottban
|    | Időpont             | Helyszín                                           | Ellenfél         | Gólok | Eredmény | Kiírás                                     |
| -- | ------------------- | -------------------------------------------------- | ---------------- | ----- | -------- | ------------------------------------------ |
| 1. | 2014. november 18.  | Ernst Happel Stadion, Bécs, Ausztria               | Ausztria         | 2–1   | 2–1      | Barátságos mérkőzés                        |
| 2. | 2015. március 29.   | Emirates Stadion, London, Anglia                   | Chile            | 1–0   | 1–0      | Barátságos mérkőzés                        |
| 3. | 2015. június 10.    | Estádio Beira-Rio, Porto Alegre, Brazília          | Honduras         | 1–0   | 1–0      | Barátságos mérkőzés                        |
| 4. | 2015. június 21.    | Estadio Monumental David Arellano, Santiago, Chile | Venezuela        | 2–0   | 2–1      | 2015-ös Copa América                       |
| 5. | 2016. október 6.    | Arena das Dunas, Natal, Brazília                   | Bolívia          | 5–0   | 5–0      | 2018-as labdarúgó-világbajnokság-selejtező |
| 6. | 2018. június 3.     | Anfield, Liverpool, Anglia                         | Horvátország     | 2–0   | 2–0      | Barátságos mérkőzés                        |
| 7. | 2018. július 2.     | Szamara Aréna, Szamara, Oroszország                | Mexikó           | 2–0   | 2–0      | 2018-as labdarúgó-világbajnokság           |
| 8. | 2018. szeptember 7. | MetLife Stadium, East Rutherford, Egyesült Államok | Egyesült Államok | 1–0   | 2–0      | Barátságos mérkőzés                        |
| 9. | 2018. szeptember 7. | Sinobo Stadium, Prága, Csehország                  | Csehország       | 1–1   | 3–1      | Barátságos mérkőzés                        |

## Önéletírása magyarul
- Sí señor. Liverpooli éveim; ford. Bognár Kristóf Gyula, Galambos Dániel, Bán Tibor; G-Adam, Budapest, 2024